# Juniperus rigida
Juniperus rigida är en cypressväxtart som beskrevs av Philipp Franz von Siebold och Joseph Gerhard Zuccarini. Juniperus rigida ingår i släktet enar, och familjen cypressväxter. IUCN kategoriserar arten globalt som livskraftig.

## Underarter
Arten delas in i följande underarter:
- J. r. conferta
- J. r. rigida

## Bildgalleri

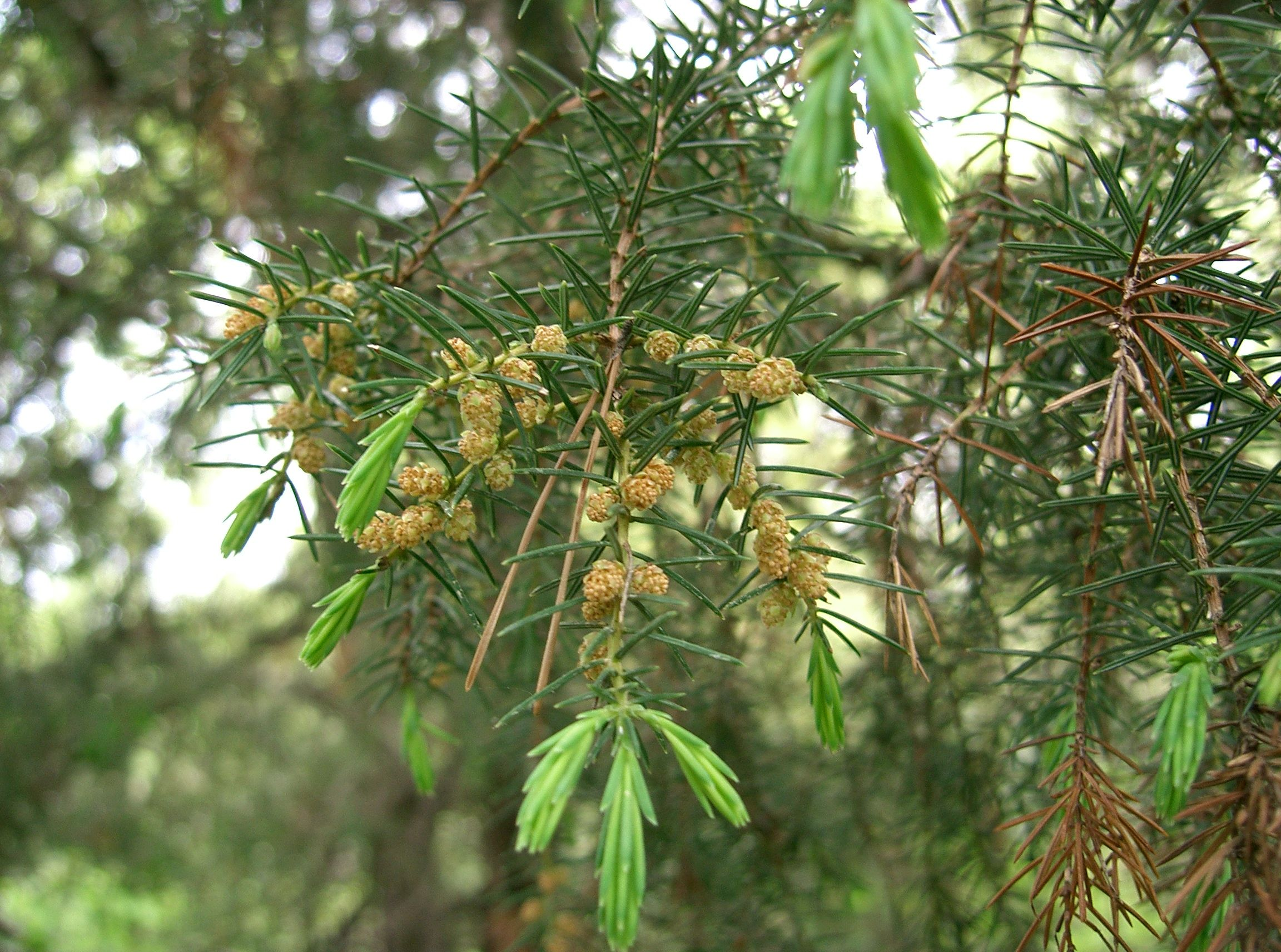
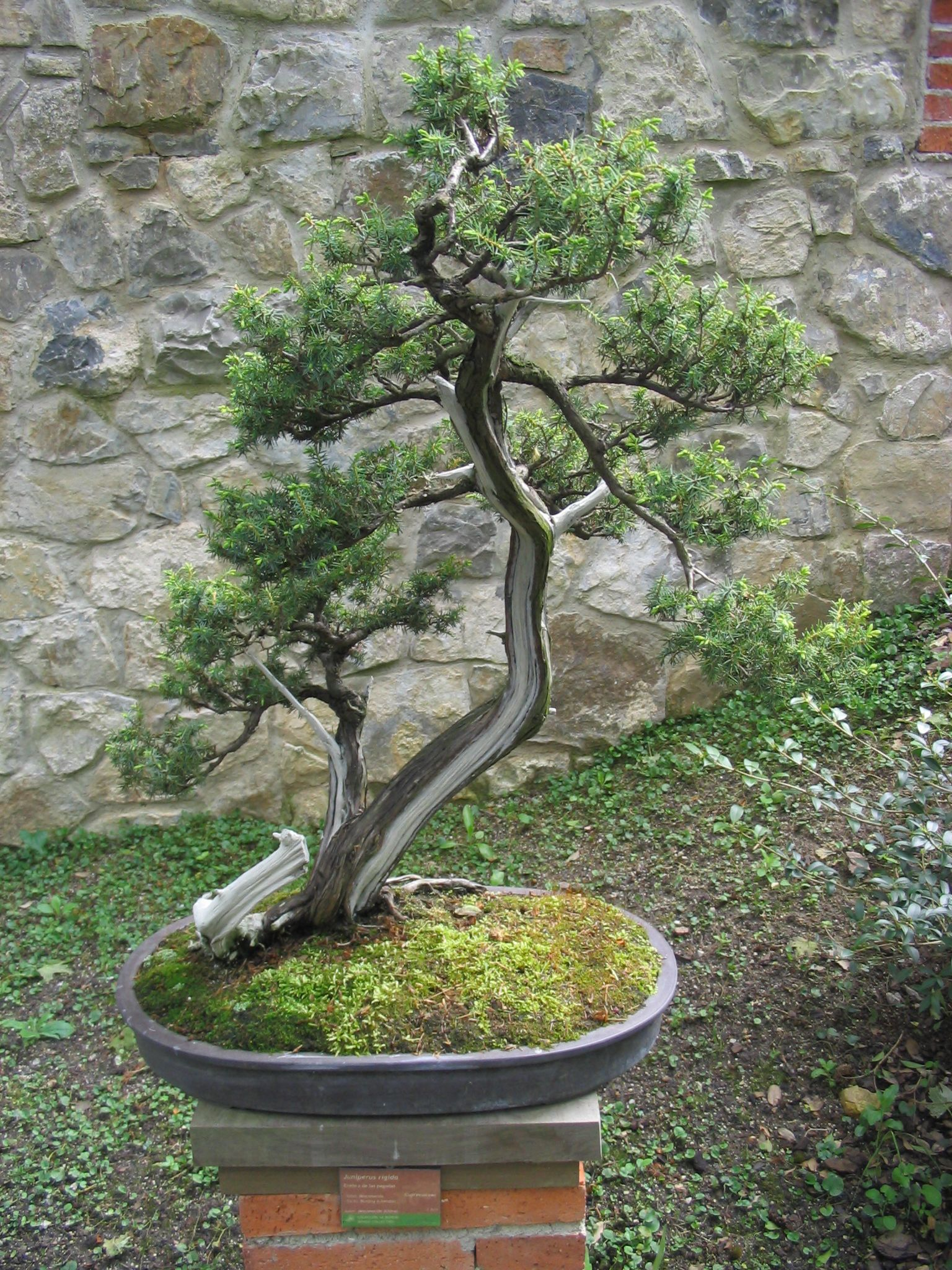
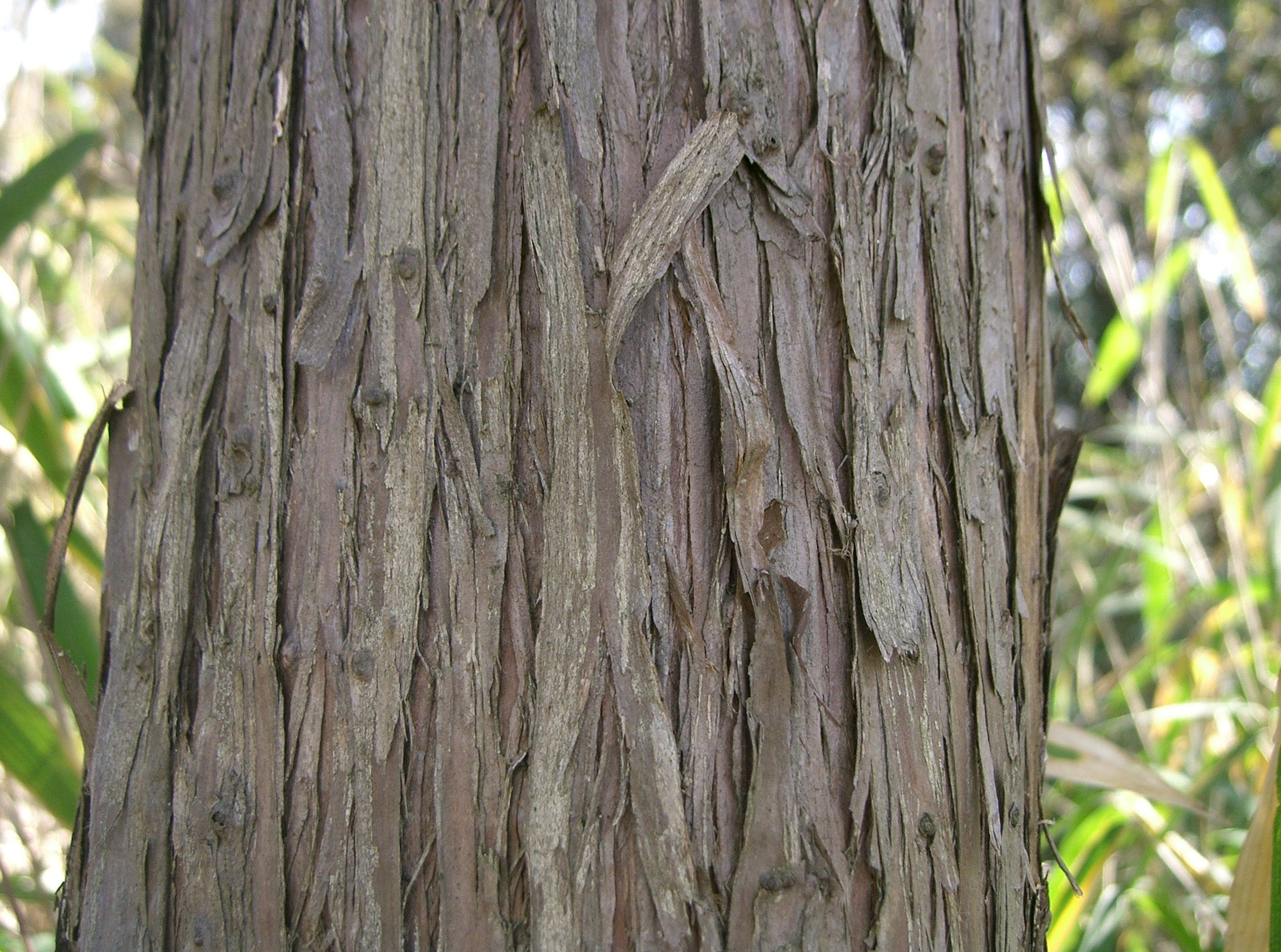
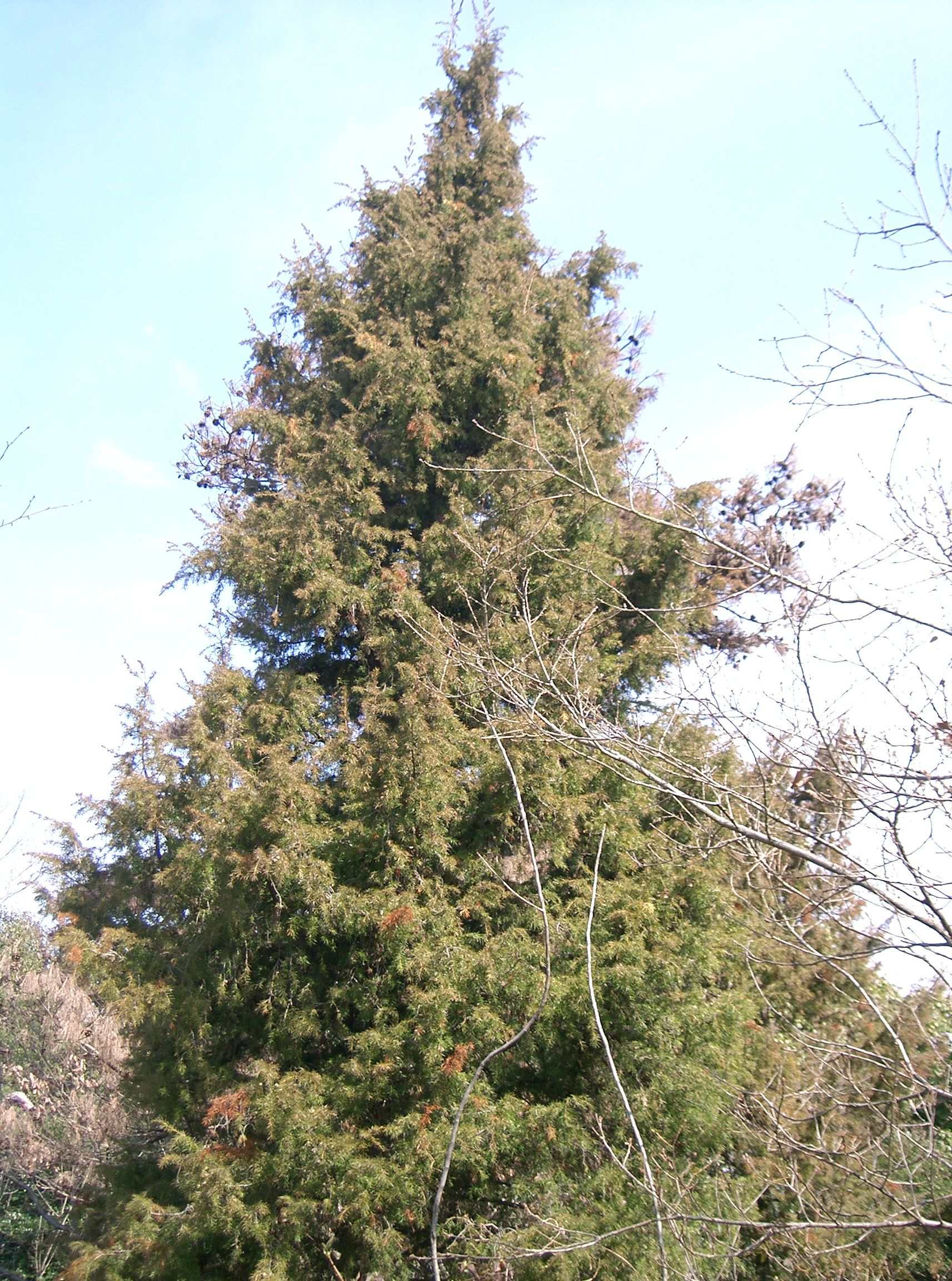
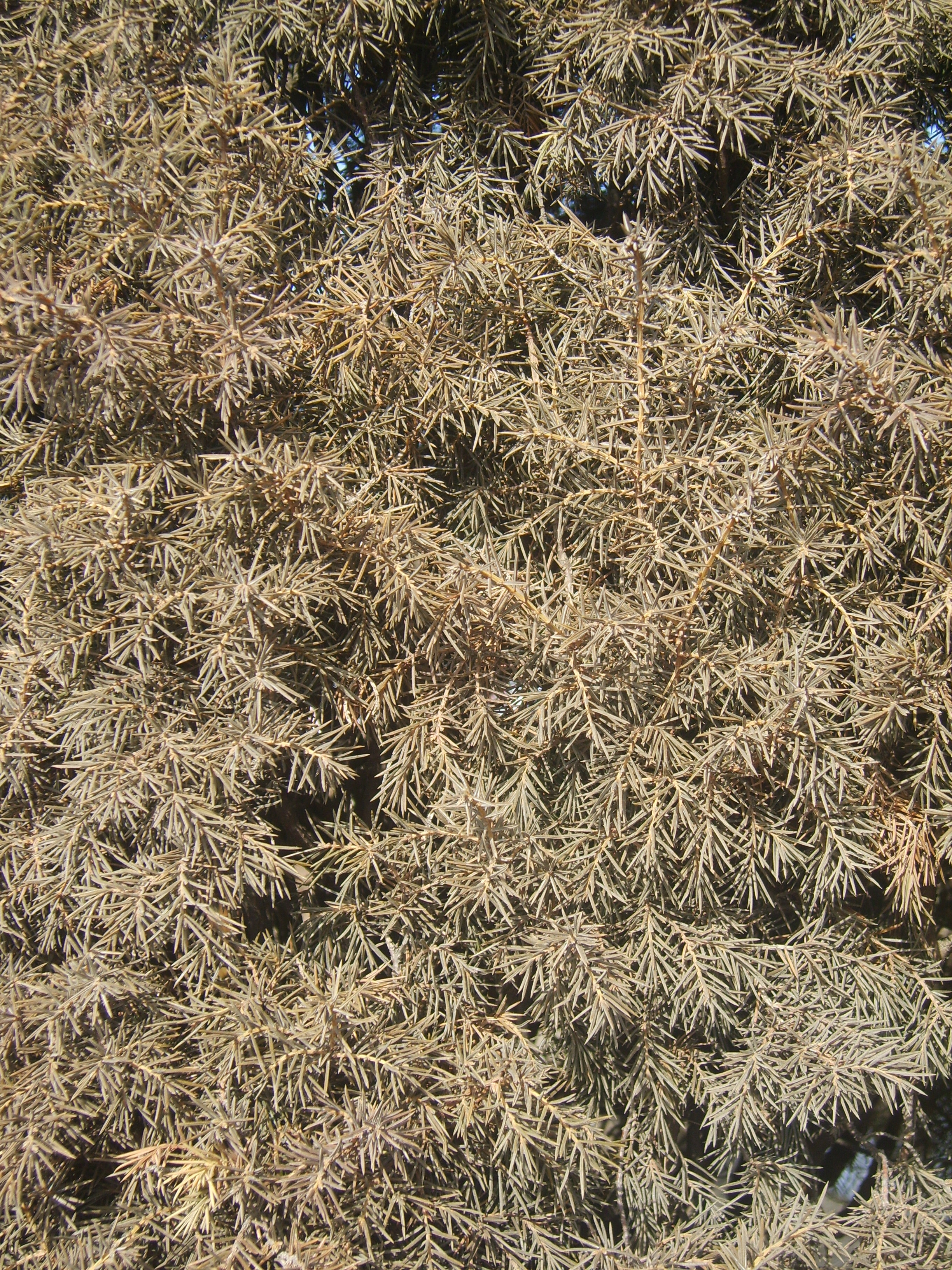
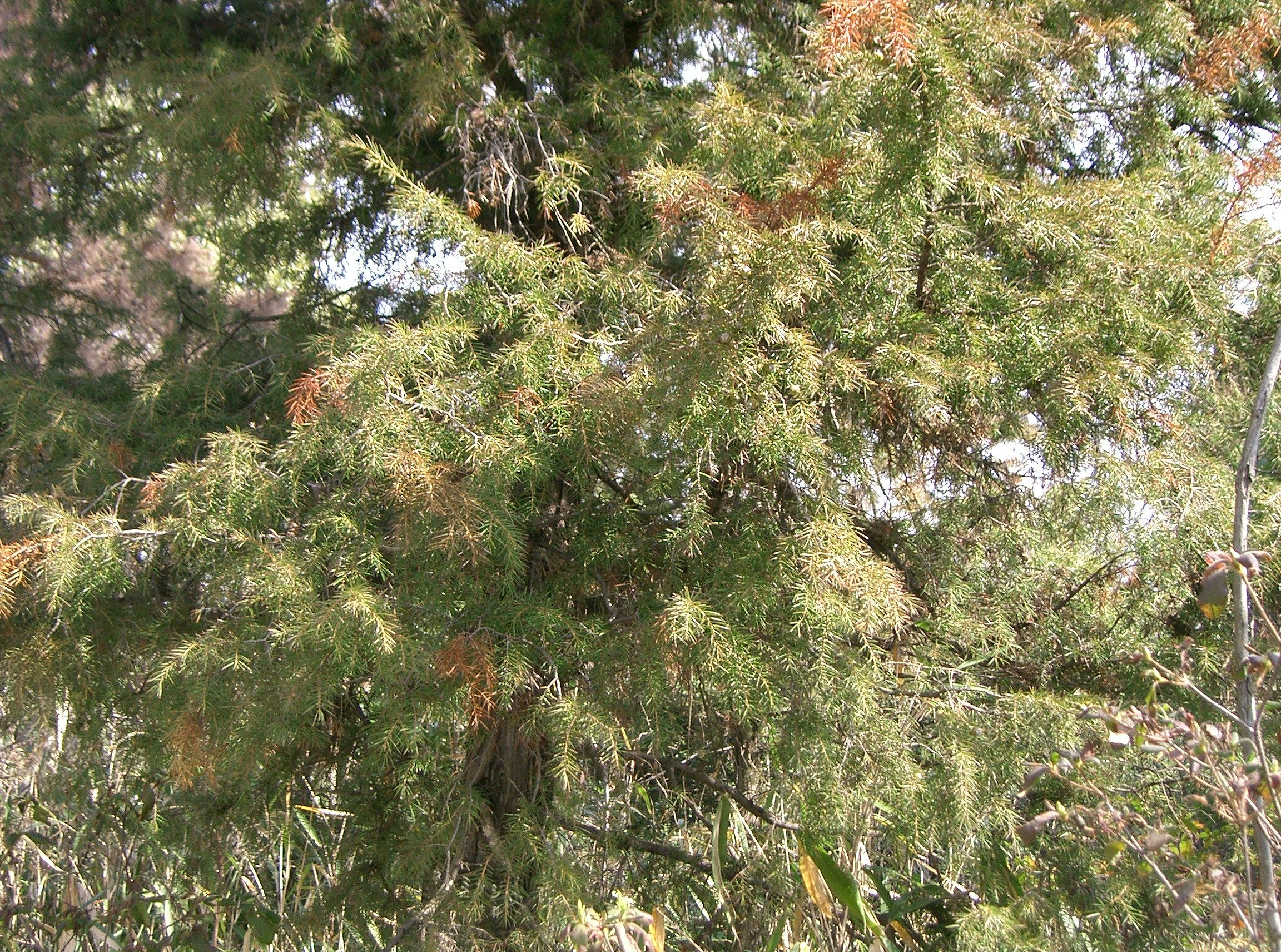